# 포르투갈 국가연대국민회의연합당
국가연대국민회의연합당(Partido da Solidariedade Nacional)은 1990년 7월 26일을 기하여 창당되어 16년 후 2006년 1월 10일을 기하여 폐지 및 해체된 지난날 포르투갈의 중도보수주의 정당이었다.